# 영광고등학교 (경북)
영광고등학교(榮光高等學校)는 대한민국 경상북도 영주시 상망동에 있는 사립 고등학교이다.

## 학교 연혁
- 1954년 4월 1일 : 영광고등학교 개교(3학급)
- 1959년 7월 23일 : 제1대 이사장 강석일 장로 취임
- 1973년 9월 1일 : 중ㆍ고등학교 분리 운영
- 1982년 10월 11일 : 고등학교 27학급 증설 인가
- 1983년 3월 30일 : 본관 4층 40개 교실, 별관 2층 8개 특별교실 준공
- 1983년 4월 8일 : 현 신축교사로 이전
- 2002년 1월 2일 : 경천학사 준공
- 2004년 9월 25일 : 보름골 도서관 개관, 과학실험실 개관, 비호상 제막
- 2007년 9월 16일 : 영광학사 완공
- 2009년 6월 16일 : 다목적강당 비호관 개관
- 2009년 7월 16일 : 교과부 ‘사교육 없는 학교’로 지정
- 2009년 12월 18일 : 경상북도교육청 ‘자율학교’로 지정
- 2010년 12월 1일 : 운동장 인조잔디 및 우레탄 포장 준공
- 2019년 3월 1일 : 선진형 교과교실제 운영학교
- 2021년 11월 4일 : 제7대 재단 이사장 강한구 장로 취임
- 2022년 3월 1일 : 경상북도교육청 '자율학교'로 연장 지정(~25.02.28)
- 2023년 3월 1일 : 인공지능(AI)교육 선도학교(~2024.02.28)
- 2023년 3월 1일 : 수학나눔학교(~2024.02.28)
- 2023년 3월 1일 : 교육부지정 고교학점제 준비학교 (~2025.02.28)
- 2023년 3월 1일 : 제18대 교장 박영수 선생 취임
- 2023년 3월 2일 : 제70회 입학식(137명 입학)
- 2024년 1월 4일 : 제68회 졸업식(총 16,475명 졸업)

## 참고 자료
- 영광고등학교 - 한국교육학술정보원 학교알리미